# Ibrahim Ferrer
Ibrahim Ferrer (San Luis, 20 de fevereiro de 1927 - Havana, 6 de agosto de 2005) foi um cantor e compositor cubano.

## Vida
Filho de uma dançarina de clube noturno, Ibrahim ficou órfão aos 12 anos de idade, quando se viu obrigado a cantar nas ruas para sobreviver. Aos 13 formou um par musical com um primo e, apresentando-se em festas particulares, conseguiu sustento para deixar a rua.
Ao longo dos anos, fez parte de diversos grupos musicais. Em 1953, juntou-se à banda de Pacho Alonso. Em 1959, mudou-se com a banda para Havana, quando a formação musical foi rebatizada como Los Bocudos.
Com Alonso, Ferrer dedicou-se principalmente a ritmos cubanos. Mas, como declarou em uma entrevista coletiva, sempre manteve o desejo de gravar boleros, o que veio a ocorrer no final de sua carreira, quando se juntou aos Buena Vista Social Club. Seu último disco foi, justamente, Mi sueño. A bolero Songbook (em português, Meu sonho. Um disco de bolero).
Ibrahim Ferrer faleceu na tarde do sábado do dia 6 de agosto de 2005, aos 78 anos, em Havana.

## Discografia
- 1960 - Mis tiempos con Chepín y su Orquesta Oriental
- 1973 - Recording com Los Bocucos
- 1999 - Buena Vista Social Club Presents: Ibrahim Ferrer
- 2000 - Tierra Caliente: Roots of Buena Vista
- 2001 - Gorillaz (Participação na música Latin Simone (Que Pasa Contigo)
- 2002 - Mis Tiempos Con Chepín
- 2002 - La Collección Cubana
- 2002 - Tiempos Con Chepín y Su Orquesta
- 2003 - Buenos Hermanos
- 2004 - Que Bueno Está
- 2004 - El Dandy
- 2005 - Ay, Candela
- 2006 - Mi Sueño
- 2006 - Rhythms Del Mundo